# ラムラム山
ラムラム山（ラムラムさん、英語: Mt.Lamlam）は、高さ406m、幅14.97kmの死火山。グアムで一番高い山である。

## 概要
時折ラムラムルビーが見える。その日はチャモロ人にとってもめでたい日である。ラムラムルビーとはちょうど夕陽がラムラム山の天辺に乗るようにして見えることをいう。ラムラム山は、世界最深のマリアナ海溝から計ると11,000mもあり、高低差でみるとエベレストよりも高い山である。ラムラムとはチャモロ語で稲妻を意味する。スペイン統治時代には、山頂で火を燃やし航行する船の安全を見守る灯台の役目を果たしていた。第二次世界大戦中は日本軍が占領、大宮山と呼称された。